# Lista dei papi

Emblema del papato: il triregno e le chiavi di San Pietro

Questa è la lista dei papi ordinata per date di pontificato, secondo la cronologia ufficiale della Chiesa cattolica.